# Minnetrista
Minnetrista is een plaats (city) in de Amerikaanse staat Minnesota, en valt bestuurlijk gezien onder Hennepin County.

## Demografie
Bij de volkstelling in 2000 werd het aantal inwoners vastgesteld op 4358.
In 2006 is het aantal inwoners door het United States Census Bureau geschat op 5726, een stijging van 1368 (31.4%).

## Geografie
Volgens het United States Census Bureau beslaat de plaats een oppervlakte van
79,8 km², waarvan 67,6 km² land en 12,2 km² water.

## Plaatsen in de nabije omgeving
De onderstaande figuur toont nabijgelegen plaatsen in een straal van 12 km rond Minnetrista.